# Flughafen al-ʿUla

i7
i11
i13
Der Flughafen al-ʿUla (auch Prinz Abdulmajeed Bin Abdulaziz, arabisch مطار الأمير عبد المجيد بن عبد العزيز, DMG Maṭār al-Amīr ʿAbd al-Maǧīd b. ʿAbd al-ʿAzīz; IATA-Code: ULH, ICAO-Code: OEAO) liegt etwa 24 Kilometer südöstlich der Stadt al-ʿUla in der Provinz Medina im Nordwesten Saudi-Arabiens.
Der Flughafen liegt auf einer Höhe von 624 m und wurde am 31. Oktober 2011 eröffnet. Von ihm werden nationale und seit 2021 auch internationale Flughäfen angesteuert, darunter der Flughafen Riad in der Hauptstadt und der Flughafen Dschidda sowie Dubai und Kairo.